# Muralla carlista de Gijón

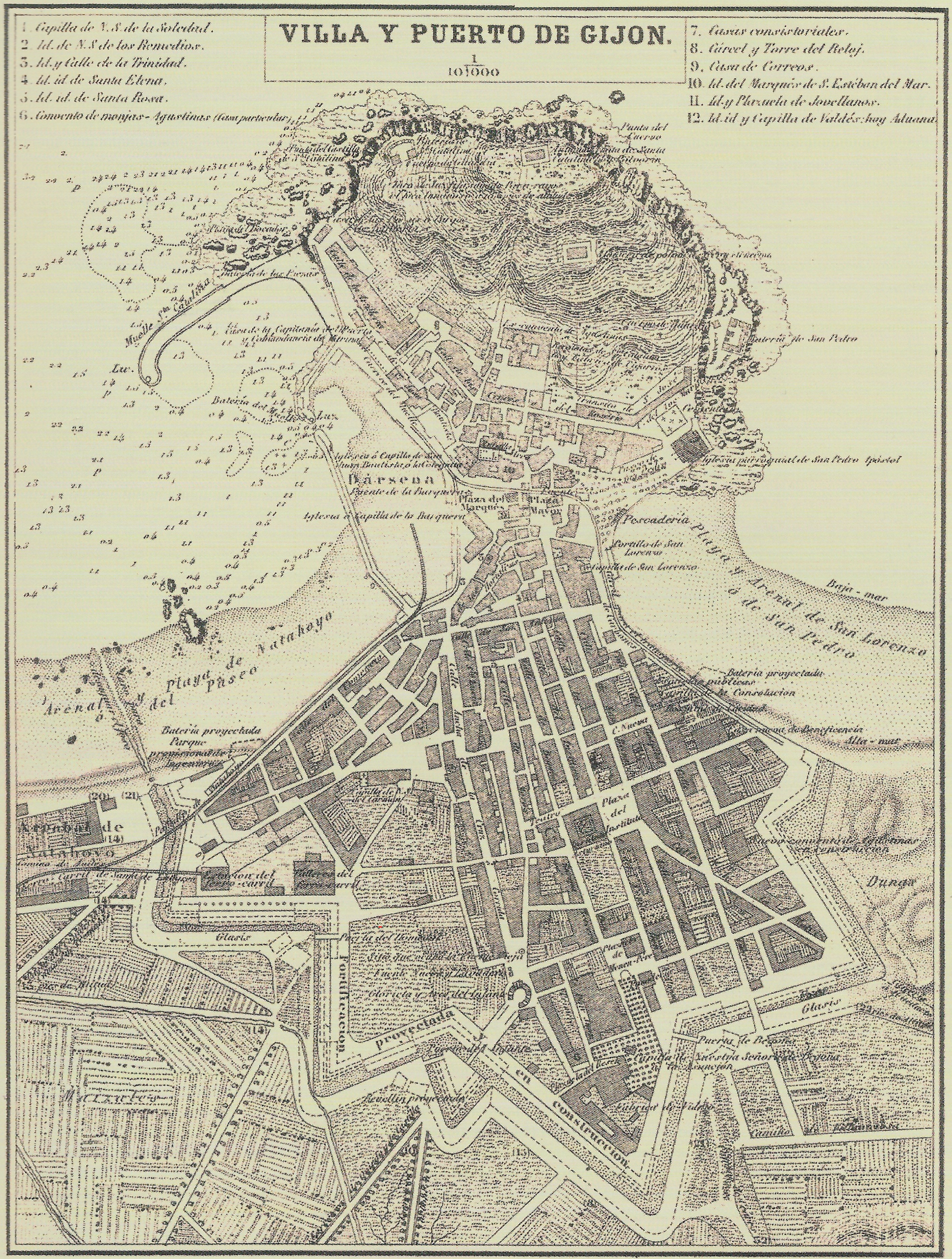
Plano de la villa y puerto de Gijón de Francisco Coello y Quesada, 1870. En él se aprecia el trazado completo de la muralla carlista.

La muralla carlista de Gijón fueron una serie de muros defensivos construidos para la defensa de la ciudad de Gijón durante las guerras carlistas. Su construcción comenzó en 1837 y fueron finalmente derribadas a partir de 1867, permitiendo el crecimiento urbano de la ciudad mediante un ensanche.

## Historia
Gijón ya había tenido murallas durante la época romana de la ciudad. Sin embargo, durante las guerras carlistas que tuvieron lugar en España durante el siglo XIX entre los diferentes pretendientes al trono, la ciudad fue fortificada de nuevo.
El comienzo de la primera guerra carlista en 1833 supuso para Gijón el nombramiento de plaza fuerte. Se dispuso así la construcción de una serie de fortificaciones que permitieran la defensa de la villa.
Las obras comenzaron en 1837, siguiendo las instrucciones del ingeniero militar Celestino del Piélago. No fue necesario derribar edificios para su edificación, ya que fue construida separada del resto de edificios civiles y sin ceñirla a los mismos. No obstante, supuso la tala de más de 1.500 árboles en la zona del actual Solarón, pese a que Jovellanos había planificado esa zona como un área ajardinada.
No obstante, Gijón nunca llegó a disponer de las defensas físicas y humanas con las que sí contaron otras plazas del norte de la península, pasando así a ser una plaza de menor importancia respecto a otras como Ferrol, La Coruña o San Sebastián. La escasa trascendencia de la ciudad en las guerras carlistas hizo que la construcción de la muralla fuera lenta y que nunca llegara a terminarse. Además, la muralla supuso para la población más inconvenientes que ventajas, ya que constituyó una barrera frente a la expansión urbana de la ciudad. Gijón vivió así varias décadas de estancamiento urbanístico, ya que estuvo prohibido construir a menos de 60 pies de la cara interior o a menos de 1.500 varas de su cara exterior. A esto hay que añadirle los problemas de salubridad que suponían las aguas estancadas de los fosos.
En 1853 el ayuntamiento propició una campaña a favor del derribo de las fortificaciones. Esta campaña se intensificó desde 1862, a partir de los derribos de las murallas de otras ciudades como Vigo, San Sebastián o Barcelona, donde se comenzaron a construir ambiciosos ensanches que sirvieron a Gijón como modelos para su futura expansión.

### Derribo de los muros

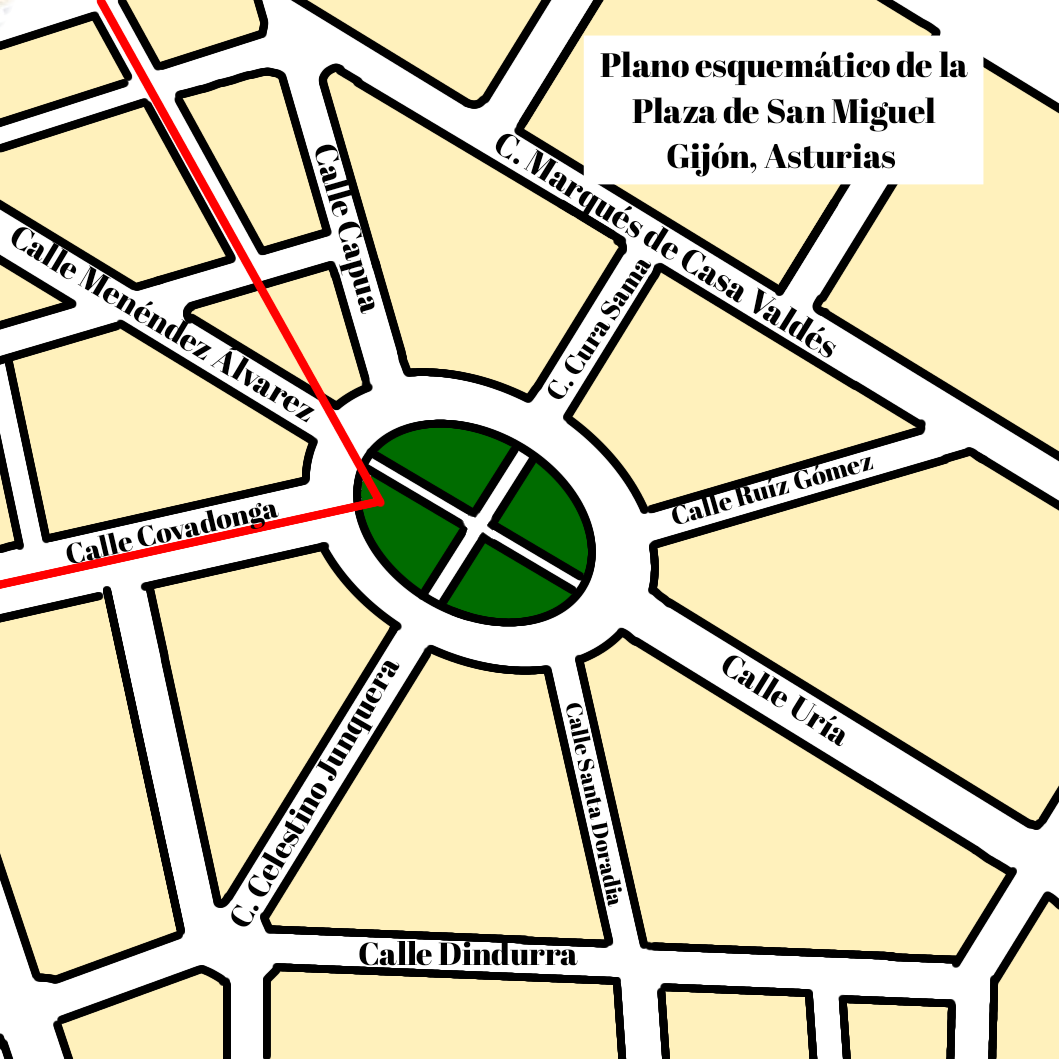
En rojo, el trazado de la cara interna de la muralla en la plaza de San Miguel.

En 1867, un decreto permitió que Gijón dejase de ser considerada plaza de guerra. Es a partir de este momento cuando la muralla comienza a ser derribada, utilizando los escombros resultantes para rellenar los fosos. En 1877, recién acabada la tercera guerra carlista, una ley promulgó la cesión al Ayuntamiento de los terrenos ocupados por las murallas, especificando dicha ley que los terrenos ocupados por los baluartes debían ir destinados a vías públicas y zonas verdes.
Primeramente se demolió la zona este puesto que desde 1863 ya existía el Proyecto de Ensanche sobre el Arenal de San Lorenzo, origen del barrio de La Arena. No fue hasta finales de la década de 1880 cuando la muralla terminó de ser derribada.

### Actualidad
No quedan en la actualidad apenas indicios de la existencia de la muralla. Uno de ellos es el topónimo de calle de la Muralla, en el barrio de El Centro. Muchas de las actuales plazas y parques de la ciudad de Gijón ocupan el antiguo trazado de la muralla.
La plataforma Un pulmón para el solarón exigió en el año 2019 el estudio de los terrenos correspondientes al Solarón, sosteniendo que en dicho lugar podrían hallarse vestigios de la antigua muralla protegidos por la Ley de Patrimonio.

## Situación

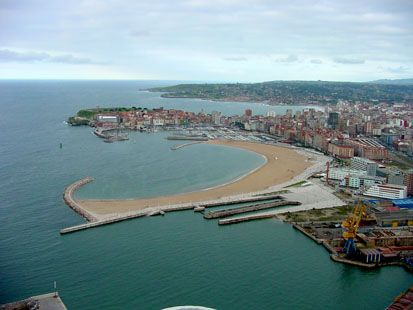
Por su configuración urbana, la ciudad de Gijón fue muy propicia de cara a su fortificación.

Por su propia configuración urbana, Gijón era una ciudad perfecta para ser fortificada. José Castellar dejó constancia de ello: 

Es muy fácil fortificar este punto y comunicar por medio de un foso los mares, [···] de suerte que estando en buen estado de defensa, y con algunas lanchas para proteger la entrada del Puerto, podría Gijón costar mucha sangre y ser el almacén de Asturias
José Castellar

Siguiendo los modelos de la arquitectura militar de la época, la muralla fue proyectada como una estrella con cuatro puntas, comenzando y finalizando su trazado en dos zonas donde el foso desaguaba en el mar. Concretamente, estos dos puntos fueron la actual zona del Martillo de Capua y la playa de Poniente. A lo largo de la misma podían ser dispuestos hasta 30 cañones y en ella podían apostarse hasta 4.000 personas. Contaba además con varias puertas, algunas de ellas con puentes de madera que permitían cruzar el foso. El acceso principal se situaba cercano a la popularmente denominada Puerta de la Villa, próxima a la actual plaza del Seis de agosto. En este lugar, donde se podía acceder a la ciudad desde la carretera de Castilla, estaba proyectada la construcción de un revellín.
De este a oeste, el trazado de la muralla discurría desde el martillo de Capua y la plaza Romualdo Alvargonzález, siguiendo luego la calle de la Muralla, la plazuela de San Miguel, calle Covadonga, Campinos de Begoña, parroquia de los Carmelitas, Plaza de Europa, calle Palacio Valdés y calle Sanz-Crespo, llegando a la Playa de Poniente a través del actual Solarón.